# 劉祖德
劉祖德（英語：Duck Lau，12月11日-），是一名加拿大籍香港音樂人/作曲人。他的作品數目約有二百多首，其大部分作品都是遐邇聞名的。劉祖德自1995年於CASH流行曲創作大賽贏得冠軍後，多年來主要從事各類型音樂工作。曾合作之歌手眾多，包括容祖兒、楊千嬅、劉德華、張學友、張敬軒、鄭希怡、鄭秀文、陳奕迅等等，不能盡錄。曾有份參與監製、作曲或編曲的歌曲則數以百計。演唱經驗亦非常豐富，曾在眾多歌星之演唱會及唱片中擔任和音及演繹指導。
2006年曾推出唱片《自己唱翻》，重新演繹了八首他為其他歌手創作的作品。

## 音樂作品

### 幕後創作

#### 1995年
|                                                                                              |                                                             |
| - 李克勤 - 偷偷摸摸（曲、編，趙增熹合編） - 洪楗華 - 戀多一遍 愛多一點（曲、詞，胡家鳴合編） | - 風火海 - 每秒都只愛你（曲、詞） - 風火海 - 一絲不掛（曲） |

#### 1996年
| | |
| - 李克勤 - 尋最（曲、詞，勞子合寫、合填） - 張信哲 - 仍然心痛（曲、詞，林子揚、謝國維合寫，張美賢、謝國維合填） - 梁漢文 - 我錯（曲） | - 莫文蔚 - 情人看劍（曲、編） - 黎 姿 - 不要以為我（編） - 謝天華、朱永棠、林曉峰一眾古惑仔 - 古古惑惑（清清楚楚我係我）（曲、編） |

#### 1997年
| | |
| - 吳倩蓮 - 望愛（曲、編） - 吳倩蓮 - 自由不自在（曲、編） - 吳倩蓮 - 麻木（編，林子揚合編） - 吳倩蓮 - 合照（曲，勞子合寫、編） - 吳倩蓮 - 體溫（編，林子揚合編） - 李克勤 - 日夜消磨（編） - 杜德偉 - 笨鳥（曲） | - 金培達 - 花和尚（編） - 梁漢文 - 我的志願（曲） - 梁漢文 - 零時十一分（曲、編，趙增熹合編） - 許志安 - 一走了之（曲、詞、編、監，林子揚合填） - 陳奕迅 - 敵人（曲、編） - 陳曉東 - 從深海中到外太空（編，林子揚合編） |

#### 1998年
| | |
| - 張信哲 - 多心（曲） - 張信哲 - 聯想（曲） - 張信哲 - 下雪邊界（曲） - 張逹明 - 神奇事之遊戲2000年（編） - 梁漢文 - 愛沒有不對（編） - 許志安 - 生銹（曲） - 陳小春 - 蠢蠢欲動（編、監，趙增熹合監） - 陳小春 - 只要地球還有女人（男版）（監，趙增熹、伍樂城合監） - 陳小春 - 苦男人（曲、編、監，趙增熹合監） - 陳小春 - QQ的您（監，趙增熹合監） - 陳小春 - 熱賣中（監，趙增熹、伍樂城合監） - 陳小春 - 小春電器（監，趙增熹合監） - 陳小春 - 愛妻號（監，趙增熹、伍樂城合監） | - 陳小春 - 我女人（監，趙增熹合監） - 陳小春 - 車神（編、監，張奕藝合編，趙增熹合監） - 陳小春 - 神奇事（98上進版）（監，趙增熹、伍樂城合監） - 陳小春 - 戰無不勝（監，趙增熹、伍樂城合監） - 陳小春 - 只要地球還有女人（女版）（監，趙增熹、伍樂城合監） - 陳小春 - 求愛瞎拼摸（Shopping Mall）（曲） - 陳曉東 - 追到外太空（編，林子揚合編） - 楊千嬅 - 我不要你愛我（曲、編） - 劉德華 - 我不相信眼淚（編） - 黎 明 - 每次星光閃爍（曲、編，金培達合寫） - 黎 明 - 無聊生活（曲、編） - 黎 明 - 我會對自己說（曲、編） - 謝天華 - 朝陽（曲、編、監，謝國維、林子揚合曲） |

#### 1999年
| | |
| - 王 傑 - 心癮（曲、編） - 梁漢文 - 失樂園（編） - 梁漢文 - 細水長流（編） - 梁漢文 - 如泣如訴（編） - 梅艷芳 - 電話謀殺案（曲） - 許志安 - 用背叛成全背叛（曲） - 陳奕迅 - 幸福摩天輪（編） | - 陳奕迅 - 專家話（曲、詞、編） - 陳慧琳 - 休克（編） - 劉德華 - 心只有妳（曲） - 劉德華 - 費解（編） - 劉德華 - 爭氣（曲、編） - 蕭 瀟 - 月亮說話（曲、編、監，許愿合監） - 蕭 瀟 - 千言萬語心燒夜（編） |

#### 2000年
| | |
| - 王 傑 - 享受孤獨（編） - 古天樂 - 天真（曲、編） - 谷祖琳 - 意難忘（編） - 李克勤 - 樓下有人（曲、編） | - 梁漢文 - 喜多郎（曲、編） - 陳奕迅 - 當這地球沒有花（編） - 陳奕迅 - 愛上你是我眼睛的錯（編） - 鍾兆康 - 全因妳（曲、編） |

#### 2001年
| | |
| - 古天樂 - 寂寞大盜（編） - 古天樂 - 代糖（編） - 古天樂 - 醒來（編） - 古天樂 - 我願愛（編） - 馬浚偉 - 過渡期（曲、編） - 馬浚偉 - 史理夫（曲、編） - 張家輝 - 有愛易辦事（編，金培達合編） - 張衛健 - 我要撒野（編） - 張學友 - 似醉還未醉（編，趙增熹合編） | - 梁浩賢 - 一人同樂日（曲、編） - 梁浩賢 - 隨時隨地（曲、編） - 梁詠琪 - 他喜歡的是你（編） - 傅珮嘉 - 口渴（編） - 歐倩怡 - 咖啡與糖（曲、編） - 鄭伊健 - 老實說話（編） - 鄭伊健 - 別說戀愛（編） - 謝霆鋒 - 孔雀（編） |

#### 2002年
| | |
| - 李克勤 - 高妹（編） - 李克勤 - 我懶惰（曲、編） - 李克勤、黃伊汶 - 來到今天（編） - 谷祖琳 - 六壯士（編） - 谷祖琳 - 殘酷劇場（編） - 容祖兒 - 一面之緣（曲、編，王紀華、Terry Chan合編） - 張衛健、劉德華 - 高高在下（編） - 張衛健、劉德華 - 高高在下（粵）（編） - 梁詠琪 - 人間之最（編） | - 梁詠琪 - 蒂凡尼早餐（曲、編、監） - 梁詠琪 - 高妹正傳 (Winter Mix)（編） - 陳小春 - 耳邊風（編，子斌合編） - 陳小春 - 大地回春（編） - 陳司翰 - 硬漢（編，李偉安合編） - 陳冠希 - 曾亦信（編、監） - 鄭秀文 - 神奇女俠（曲、編） - 鄭希怡 - 相對濕度（曲、編、監） - 鄭希怡 - 實在亂了（曲、編、監） |

#### 2003年
| | |
| - Cheers - 十年約會（監） - Cheers - 想著你睡不著（編、監） - Cheers - 其實．從未．明白（編、監） - Cheers - 遊戲反攻略（曲、編、監） - Cheers - 十年約會（國）（編、監） - 吳奇隆 - 白（曲、編、監） | - 馬德鐘 - 愛您有罪（曲、編、監） - 馬德鐘 - 我無權講（曲、編、監） - 鄭 融 - 成人對待（曲、編、監） - 鄭 融 - 小神仙（編、監） - 鄭 融 - 嬲爆爆（曲、編、監） - 鄭 融 - 成人對待（雷鬼版）（曲、監） |

#### 2004年
|                                                                                    |                                                                                         |
| - EO2 - 大丈夫（監） - 梁洛施 - 戀得更好（曲、編） - 劉德華 - 如果我有事（曲、編） | - 劉德華 - 魔鬼在戀愛（曲、編） - 鄭秀文 - 傳聞投票（曲、編） - 鄭秀文 - 超速駕駛（編） |

#### 2005年
| | |
| - BABY Q - 你是我眼中的刺（曲） - 張衛健 - 願打願挨（曲、編、監） - 郭富城 - 親愛的（編，褚鎮東合編） - 郭富城 - 飛（監，褚鎮東合監） | - 郭富城 - 三岔口（監，褚鎮東合監） - 郭富城 - 唱下去（監，褚鎮東合監） - 郭富城 - 三岔口（國）（監，郭富城合監） |

#### 2006年
| | |
| - 余憲忠 - 有愛真好（曲） - 吳雨霏 - 愛你變成恨你（曲、編） - 郭富城 - 銀色公路（監，褚鎮東合監） - 郭富城 - 親愛的（國）（編，褚鎮東合編） | - 鄭希怡 - 救命（曲、編、監） - 鄭希怡 - 邦女郎（監） - 鄧麗欣 - 蝴蝶飛了（編） - 蕭亞軒 - 代言人（編） |

#### 2007年
| | |
| - CK 思祺 - Take It Easy（曲、詞、編、監） - CK 思祺 - On Your Own（曲、詞、編、監） - CK 思祺 - 開口（曲、詞、編、監） - CK 思祺 - 仍未解決（曲、詞、編、監） - CK 思祺 - 我是最後知道的一個（曲、詞、編、監） - CK 思祺 - 過氣（曲、詞、編、監） | - CK 思祺 - 悉心打扮（曲、詞） - CK 思祺 - Who's Gonna Get Together（曲、詞、編、監） - CK 思祺 - 仍未解決（Original）（曲、詞、編、監） - 方皓玟 - I Love Paris（曲、編、監） - 鄭希怡 - 限量愛情（曲、編） - 鄭秀文 - 愛情萬歲（曲） |

#### 2009年
|                           |                                                          |
| - 張敬軒 - 心意興隆（曲） | - 張敬軒 - 曝光（曲、詞、編、監，勞子合填，Joey Lo合編） |

#### 2012年
|                                                       |                         |
| - Robynn & Kendy - Sunset（編） - 吳 - 黑夜之光（曲） | - 吳 - 因為我是光（曲） |

#### 2013年
|                                                                     |                                        |
| - Robynn & Kendy - 陶瓷娃娃（編） - Robynn & Kendy - 不痛不癢（編） | - Robynn & Kendy - Gonna Be Okay（編） |

### 個人唱片
| 專輯 # | 專輯名稱 | 專輯類型 | 發行公司   | 發行日期     | 曲目 |
| ------ | -------- | -------- | ---------- | ------------ | --- |
| 1st    | 自己唱翻 | 大碟     | Do Limited | 2006年5月3日 | 曲目 1. 愛你變成恨你（音樂） 2. 偷偷摸摸 3. 望愛 4. 我不要你愛我 5. 如果我有事 6. 心癮 7. 一走了之 8. 苦男人 9. Show Me the Beauty of Love（原曲：相對濕度） 10. Contradiction（音樂） |

### 派台歌曲成績
| 派台歌曲成績（五台） | 派台歌曲成績（五台） | 派台歌曲成績（五台） | 派台歌曲成績（五台） | 派台歌曲成績（五台） | 派台歌曲成績（五台） | 派台歌曲成績（五台） | 派台歌曲成績（五台）            |      |
| -------------------- | -------------------- | -------------------- | -------------------- | -------------------- | -------------------- | -------------------- | ------------------------------- | ---- |
| 唱片                 | 歌曲                 | 903                  | RTHK                 | 997                  | TVB                  | ViuTV                | 備註                            | 備註 |
| 2022年               |                      |                      |                      |                      |                      |                      |                                 |      |
|                      | Wo Wo Wo             | ×                    | ×                    | ×                    | ×                    | ×                    | 加拿大至 HIT 中文歌曲排行榜：16 |      |

- （*）仍在榜上
- （-）未能上榜
- （×）沒有派往該台

## 外部連結
- 劉祖德 YouTube 頻道（页面存档备份，存于）
- 劉祖德 Facebook（页面存档备份，存于）
- 劉祖德 Instagram（页面存档备份，存于）
- 劉祖德 官方網站（页面存档备份，存于）